# Elmwood (Illinois)
Pour les articles homonymes, voir Elmwood.
Elmwood est une ville du comté de Peoria en Illinois aux États-Unis.  Fondée en 1854, elle est incorporée le 14 juin 1892,. Lors du recensement de 2010, la ville comptait une population de 1 945 habitants.

## Source de la traduction
- (en) Cet article est partiellement ou en totalité issu de l’article de Wikipédia en anglais intitulé « Elmwood, Illinois » (voir la liste des auteurs).